# Шенгелия, Георгий Рамазович
Георгий Рамазович Шенгелия (груз. გიორგი რამაზის ძე შენგელია; 30 января 1979) — грузинский футболист, нападающий. Сын Рамаза Шенгелия.

## Биография
Сын бывшего игрока сборной СССР Рамаза Шенгелия. Профессиональную карьеру начал в 1995 году в кутаисском «Торпедо», где за три сезона отыграл 64 матча и забил 13 голов. В сезоне 1998/99 выступал поочерёдно за клубы «Самгурали» и «Динамо» (Тбилиси), затем отыграл ещё по одному сезону за тбилисские «Динамо» и «Локомотив». В 2001 году ненадолго вернулся в «Торпедо» Кутаиси. По ходу сезона 2001/02 Шенгелия переехал на Кипр, где подписал контракт с клубом «Аполлон» Лимасол. В его составе провёл 11 матчей и забил 7 голов в чемпионате Кипра. После окончания сезона перешёл в другой кипрский клуб «Дигенис Акритас», где сыграл ещё 12 матчей и забил 2 гола. Вернувшись в Грузию, выступал за «Сиони» и «Локомотив», а завершил карьеру в кутаисском «Торпедо». В последний сезон на профессиональном уровне провёл за команду 3 игры.